# Shomari Figures

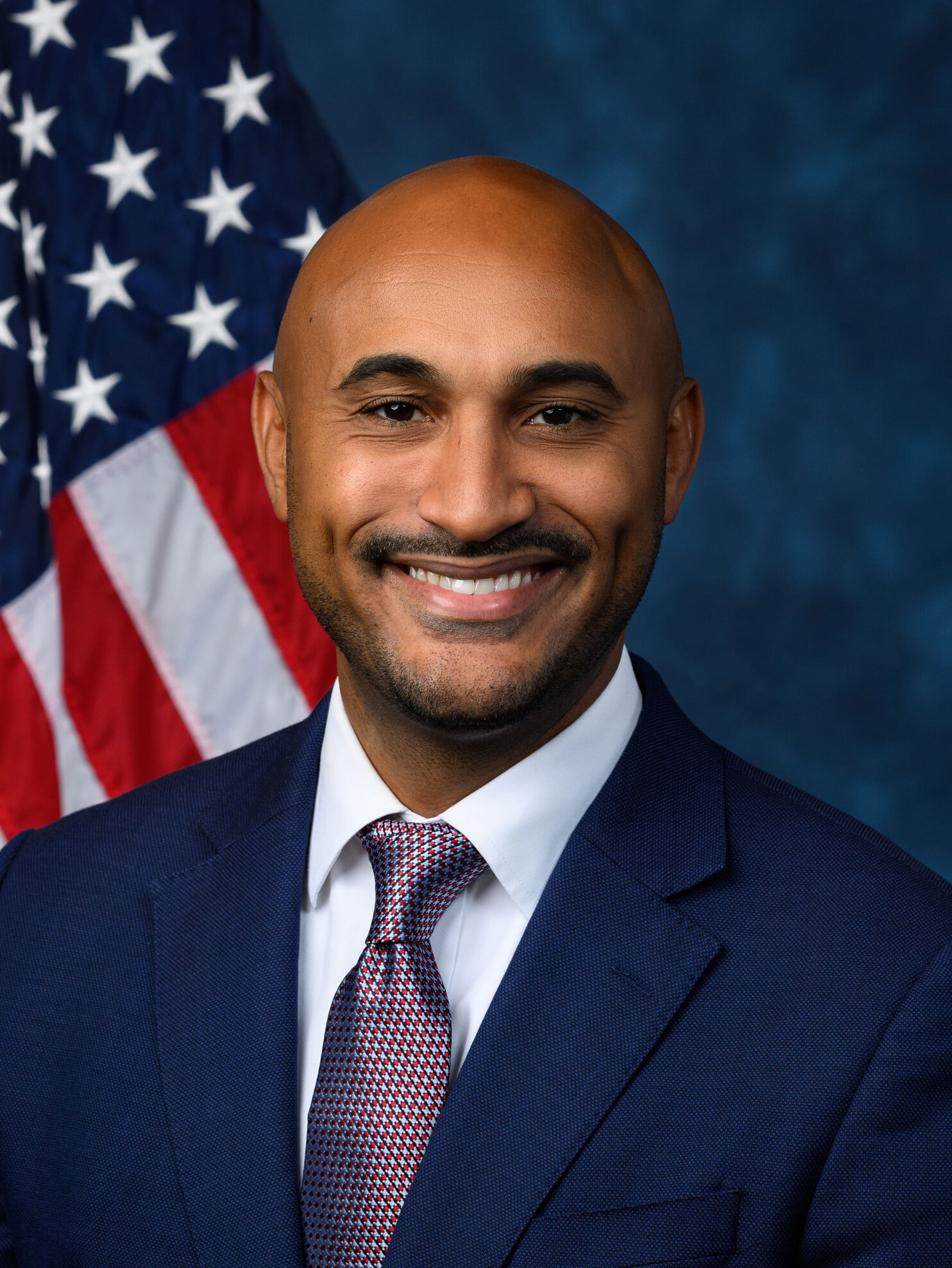
Shomari Figures (2024)

Shomari Figures (* 3. September 1985 in Mobile, Alabama) ist ein US-amerikanischer Politiker der Demokraten. Figures wurde im neuzugeschnittenen 2. Kongresswahlbezirk Alabamas 2024 in das Repräsentantenhaus der Vereinigten Staaten gewählt.

## Leben
Shomari Figures wurde in Mobile als Sohn politisch aktiver afro-amerikanischer Eltern geboren. Sowohl seine Mutter Vivian als auch sein Vater Michael waren Senatoren in Alabama. Der Vater war der Anwalt, der die Mutter von Michael Donald in dem Rechtsstreit vertrat, der zum Bankrott der Ku-Klux-Klan-Organisation United Klans of America führte.
Er studierte an der University of Alabama und erlangte dort 2006 den Grad eines Bachelor sowie 2010 den Grad eines Juris Doctor.
Nach dem Studium war er Wissenschaftlicher Mitarbeiter (law clerk) an einem Bundesgericht. Er engagierte sich in der Wahlkampagne von Barack Obama 2012 und war dann im Weißen Haus als Domestic Director of Presidential Personnel unter anderem mit der Umsetzung des Affordable Care Act befasst. Er wechselte dann unter Obama in Justizministerium, wo er als Verbindungsmann zum Weißen Haus diente. Während der Präsidentschaft von Donald Trump war er Rechtsberater im Stab von Senator Sherrod Brown. Nach der Wahl 2020 diente er im Übergangsteam von Joe Biden und Kamala Harris und kehrte dann zurück ins Justizministerium. Unter Justizminister Merrick Garland war er dort Deputy Chief of Staff und Berater des Ministers.
Er ist mit der Lehrerin Kalisha Dessources Figures verheiratet. Das Paar hat drei Kinder.

## Politik
Der Oberstes Gerichtshof der Vereinigten Staaten hatte 2023 bestätigt, dass die Einteilung der Kongresswahlbezirke in Alabama Afroamerikaner diskriminiere und die Grenzen der Wahlbezirke neu zu ziehen seien. Der 2. Kongresswahldistrikt hatte nach der Neuziehung einen 47,6-Prozent-Anteil afroamerikanischer Einwohner und umfasste Orte wie Montgomery, Tuskegee und Teile von Mobile. Barry Moore, der bisherige republikanische Repräsentant des 2. Distrikts, beschloss daraufhin nicht den 2. Wahlkreis zu verteidigen, sondern im 1. Kongresswahlbezirk anzutreten. Elf Demokraten bewarben sich dann darum den 2. Wahldistrikt zu vertreten. Figures konnte in der Vorwahl 43 % der Stimmen auf sich vereinigen, musste dann aber in die Stichwahl gegen Anthony Daniels, den Minderheitsführer im Repräsentantenhaus von Alabama. In der Stichwahl konnte er sich dann mit 61 % gegen Daniels, durchsetzen.
In der Hauptwahl im November trat er gegen die republikanische Kandidatin Caroleene Dobson an und gewann mit 54,6 %. Mit der Wahl von Shomari Figures und der gleichzeitigen Wahl von Terri Sewell im 7. Kongresswahldistrikts vertreten erstmals zwei afroamerikanische Abgeordnete gleichzeitig Alabama im Repräsentantenhaus.